# بادي لايزيير
بادي لايزيير (بالإنجليزية: Buddy Lazier)‏ مواليد 31 أكتوبر 1967 في فيل، الولايات المتحدة، هو سائق فورملا 1 أمريكي.

## سباقات شارك فيها
- البطولة الأمريكية لسباق السيارات
- سلسلة إندي كار
- إنديانابوليس 500

## روابط خارجية
- بادي لايزيير على موقع Racing-Reference.info (الإنجليزية)
- بادي لايزيير على موقع DriverDB.com (الإنجليزية)